# Grappa

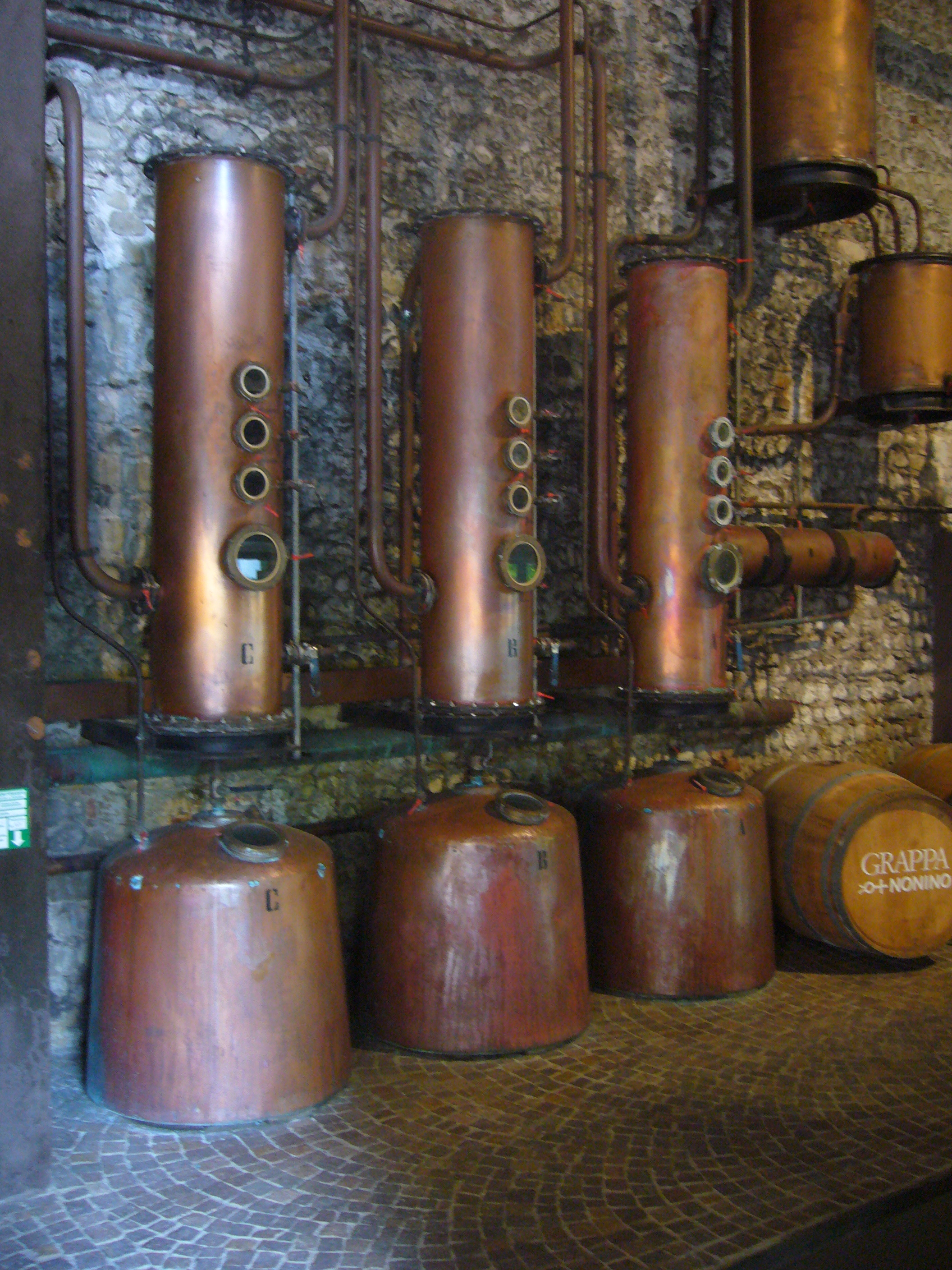
Brennanlage mit Kolonnen zur kontinuierlichen Destillation

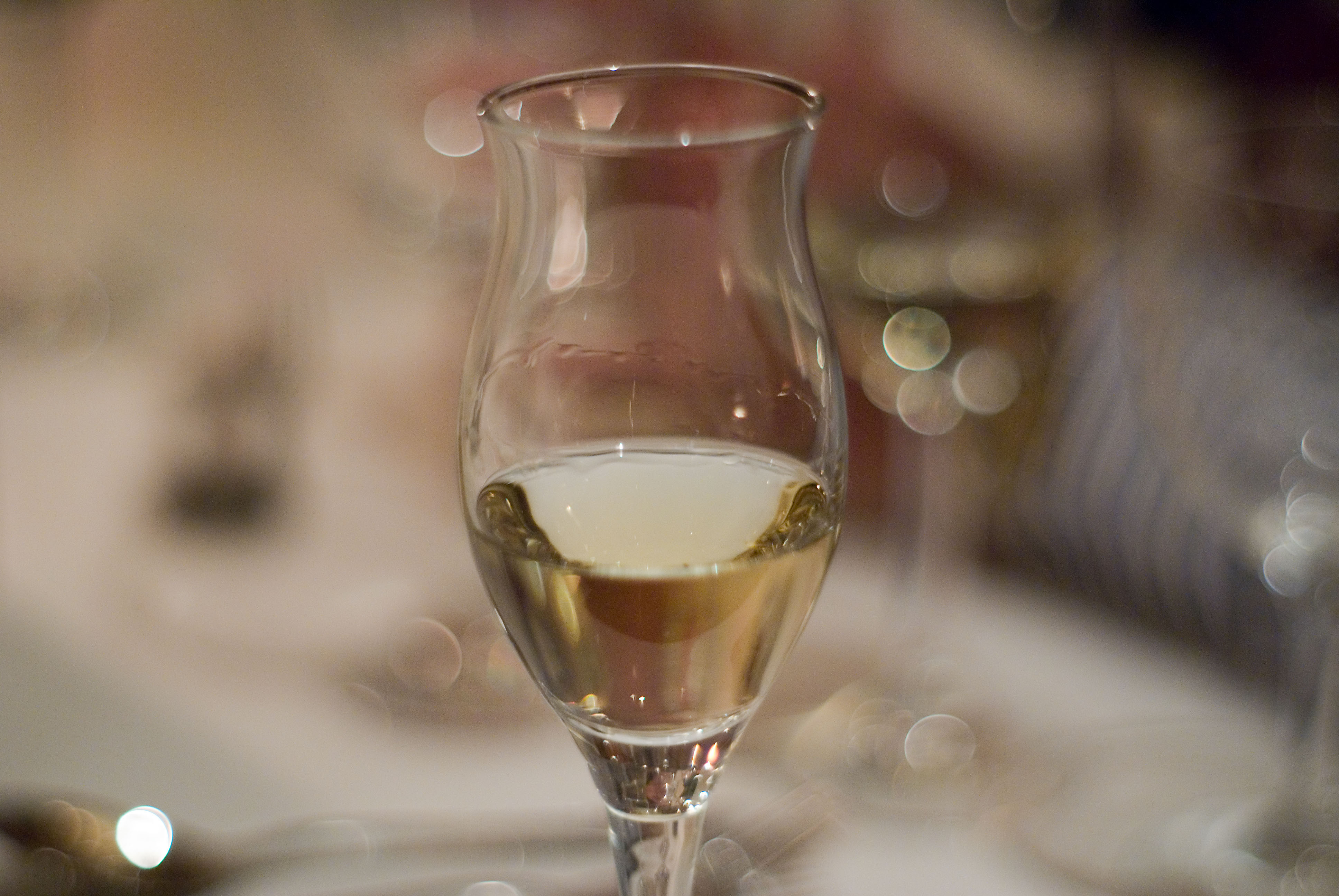
Glas mit holzfassgereiftem Grappa

Grappa (der oder die, Mehrzahl: Grappas, Mehrzahl auf italienisch Grappe) ist ein aus Italien oder der italienischen Schweiz stammender Tresterbrand. Dieser wird aus den vergorenen alkoholhaltigen Pressrückständen der Weinherstellung, dem Trester, destilliert. Grappa hat einen Mindestalkoholgehalt von 37,5 Volumenprozent. Der Maximalgehalt beträgt für gewöhnlich 60 Volumenprozent, kann aber auch 70 Volumenprozent übersteigen. Die beliebtesten Grappas werden aus den Trestern roter Trauben gewonnen. Durch das Holz von Lagerfässern können Farbe und Geschmack/Geruch bestimmt werden. So besitzen Grappas aus Kirschholzfässern einen süßeren, die aus Eichenholzfässern einen herberen Geschmack. Eine lange Lagerung in Kastanienholzfässern bringt eine bräunliche Farbe. Da die Schalen von weißen Trauben immer noch Zucker enthalten, werden sie mit Most aufgegossen und abermals vergoren. Der entstandene Wein wird anschließend destilliert. So entstehen Traubenbrände aus weißen Sorten.

## Rechtsgrundlagen
Das sog. Geoschutzsystem weist für Grappas Besonderheiten auf. So gibt es für diese „keine Differenzierung zwischen geschützten geografischen Angaben (g. g. A.) und geschützten Ursprungsbezeichnungen (g. U.), sondern ausschließlich g. A.“. Die Verpflichtung, wie sie im allgemeinen Agrar- und Lebensmittelsektor besteht, das blau-gelbe EU-Herkunftslogo für g. g. A. führen zu müssen, gibt es für Spirituosen nicht. Das EU-Logo darf für Spirituosen mit einer eingetragenen g. A. freiwillig verwendet werden.
Das Geoschutzsystem für Spirituosen war seit dem 15. Dezember 1989 in der produktspezifischen Spirituosenverordnung verankert. Rechtsgrundlage war vom 15. Dezember 1989 bis zum 19. Februar 2008 die Spirituosenverordnung (EWG) Nr. 1576/89. Vom 20. Februar 2008 bis einschließlich 7. Juni 2019 beziehungsweise zum Teil auch noch bis 2021 galt die Spirituosenverordnung (EG) Nr. 110/2008. Die aktuell (Stand Januar 2024) geltende Rechtsgrundlage ist die Verordnung (EU) 2019/787, hier insbesondere Kapitel III.
Basierend auf der Verordnung (EG) Nr. 110/2008 und der Durchführungsverordnung (EU) Nr. 716/2013 prüfte die Europäische Kommission im Nachhinein die Berechtigung, ob die bislang im Anhang III der VO (EG) 110/2008 aufgeführten etablierten geografischen Angaben auch die Voraussetzungen einer geografischen Angabe erfüllen und in das neue diesbezüglich zu schaffende elektronische Register der geografischen Angaben „eAmbrosia“ übernommen werden können.
Hierzu musste bis 20. Februar 2015 für jede etablierte g. A. eine sogenannte technische Unterlage (Produktspezifikation) eingereicht werden, unter Angabe des Namens und der Kategorie des Erzeugnisses und mit einer Beschreibung seiner wichtigsten physikalischen, chemischen und/oder sensorischen Eigenschaften sowie der besonderen Merkmale der Spirituose, der Abgrenzung des betreffenden geografischen Gebiets und einer Beschreibung des Herstellungsverfahrens. Diese Produktspezifikation muss erfüllt werden, damit ein Traubentresterbrand als Grappa bezeichnet in den Verkehr gebracht werden darf.
Nicht zu allen bislang etablierten geografischen Angaben wurden Unterlagen eingereicht, und nicht alle bislang etablierten geografischen Angaben erfüllten die Voraussetzungen weiterhin. So wurden nicht alle seitherigen Erzeugnisse der vg. Anlage III der VO 110/2008 in „eAmbrosia“ übernommen. Bei den Grappas geriet der bislang geschützte Grappa di Marsala in Wegfall.

## Herstellung

### Ausgangsstoff Traubentrester
Die zulässigen Ausgangsstoffe für alle Grappas sind identisch. Es handelt sich primär um Traubentrester aus der Weinerzeugung, aber auch um Traubentrester aus der Herstellung alkoholfreier Traubensäfte.
Sind die Trester bereits vollständig vergoren, können sie sofort gebrannt werden. Sind die Trester noch unvergoren oder nur teilvergoren, ist der enthaltene Zucker also noch nicht bzw. nicht vollständig in Alkohol umgewandelt, muss die Vergärung erst noch erfolgen. Hierzu werden die frischen und gesunden un- oder erst teilvergorenen Trester zunächst „eingeschlagen“, wie die Einbringung in Fässer oder andere Behältnisse genannt wird, in denen die Fermentation sodann unter Luftabschluss erfolgen kann.
Trester aus der Rotweinbereitung sind in der Regel bereits vergoren. Hier blieben die Traubenhäute beim gärenden Saft, damit die Farbstoffe aus ihnen extrahiert werden konnten, wodurch erst die Farbe des Rotweins entstand. Trester aus der Weissweinbereitung sind in der Regel noch unvergoren, weil hier die Traubenhäute bei der Weinbereitung schon gar nicht in den Saft gelangen. Ausnahmen sind so genannte Orange Wines, bei denen auch die weißen Traubenhäute mit dem Saft vergären. Und Trester aus der Erzeugung süßer alkoholfreier Traubensäfte sind zunächst immer unvergoren.
Es kommt also nicht darauf an, ob es sich um Trauben aus der Weinproduktion (landläufig Weintrauben) handelt, oder um andere Trauben, und es kommt auch nicht auf die Farbe der Trauben an (ob rot oder weiß), sondern es kommt nur darauf an, ob die Traubenhäute bereits vergoren wurden, oder ob die Fermentation erst noch erfolgen muss. Häufig wird in Erläuterungen nicht bedacht, dass aus roten Trauben auch Weißweine (vgl. Blanc de Noirs) entstehen können, die roten Trester also genauso unvergoren bleiben, wie sonst in der Regel die Trester bei weißen Trauben. Und umgekehrt wird nicht daran gedacht, dass bei „Orange Wines“ die weißen Traubenhäute zusammen mit dem Saft vergärten.
Die Farbe der Trauben hat im Übrigen keinen Einfluss auf die Farbe des Destillats. Das Destillat ist bei Abschluss des Brennvorgangs immer farblos und klar, wie Wasser.

### Ausgangsstoff Weintrub
Zulässig ist die Beifügung von so genanntem Weintrub (Hefe oder Geläger aus der Weinerzeugung) zum Trester, beschränkt auf maximal 25 Kilogramm Trub je 100 Kilogramm Trester. Da die Alkoholausbeute aus dem Trub höher ist, als die aus dem Trester, ist der aus dem Trub resultierende Alkohol auf maximal 35 % des Alkoholgehaltes des Endprodukts beschränkt.
Der Trub kann auch alleine gebrannt werden. Nur ist das Destillat dann kein Grappa (Traubentresterbrand), sondern ein Hefebrand.

### Ausbau und Reifung in Behältnissen aus Edelstahl oder Glas
Soll der Grappa nicht gleich in den Verkehr gebracht bzw. gleich getrunken und dafür in Flaschen abgefüllt werden, und soll er seine wasserklare Farbe und den ihm eigenen Duft und Geschmack möglichst unverändert bewahren, wird er in geruchs- und geschmacksneutralen Behältnissen aus Edelstahl oder Glas gelagert und gereift.

### Ausbau und Reifung im Holzfass
Durch eine Holzfassreife kann hingegen die Farbe, der Geruch und der Geschmack des Grappas (oder jedes anderen Destillats) beeinflusst werden. Ausschlaggebend hierfür sind,
- die Holzart mit ihren spezifischen Eigenschaften und eine eventuelle Behandlung der Fassinnenfläche durch z. B. so genanntes Toasten,
- die Größe des Holzfasses bzw. der Holzoberfläche (Kontaktfläche) in Bezug auf den Inhalt,
- die bereits zurückgelegte Nutzungsdauer des Holzfasses (Anzahl der zurückliegenden Befüllungen)
- eine eventuelle so genannte Vorbelegung mit anderen Getränken und die Art dieser Vorbelegung
- die Dauer des Verbleibs des Destillats im Holzfass

Aufgrund der Vielzahl der Faktoren sind Verallgemeinerungen der Auswirkungen einer Holzfassreife nur schwer möglich.

## Produktspezifikation Grappa g.A. (ital. Grappa IG)

### Gebietsabgrenzung
Die Herstellung ist in ganz Italien zulässig, aber auch auf Italien beschränkt. Bereits die Traubentrester dürfen nur von in Italien geernteten Trauben stammen. Und jeder Verarbeitungsschritt, einschließlich der Abfüllung in Flaschen, muss in Italien erfolgen.
Das von der Destillerie Poli an den Standorten Schiavon und Bassano del Grappa betriebene Poli Museo della Grappa srlu nennt (ohne Angabe des Datums der Erhebung) auf seinen Webseiten im Januar 2024 die Gesamtzahl der Destillerien von Grappa mit italienweit 130. Etwa 63 % hiervon sollen sich im Nord-Osten befinden. Es folgt der Nord-Westen mit 23 %. In Mittel- und Süditalien finden sich nur etwa 14 % der Betriebe. Den größten Anteil an Destillerien zur Grappa-Herstellung soll die Region Venetien mit 45 Betrieben haben; gefolgt von 38 in der Region Trentino und 24 im Piemont. In der Toskana werden gerade noch 4 und auf Sizilien noch 3 Betriebe angeführt.
Neben diesen 130 Betrieben überwiegend „industrieller“ Dimension – allein die 60 im Interessenverband „assodistil“ Associazione Nazionale Industriali Distillatori di Alcoli e acquaviti in Rom organisierten Destillerien sollen, nach dessen eigenen Angaben, bereits 95 % der Produktion auf sich vereinen – finden sich in den Regionen, die nach dem Ersten Weltkrieg vom ehemaligen Kaiserreich Österreich-Ungarn an das Königreich Italien (1861–1946) fielen, insbesondere in Südtirol, noch zahlreiche bäuerliche sog. Abfindungsbrennereien. Diese konnten sich ihre Brennrechte bis heute bewahren. Häufig sind sie im Verein der Südtiroler Hofbrennereien in Kastelbell-Tschars organisiert.

## Grappas mit zusätzlicher geschützter geografischer Angabe
Italien hat auch davon Gebrauch gemacht für Grappas mit zusätzlichen regionalen Herkunftsangaben, Produktspezifikationen mit weiteren Anforderungen zu schaffen. Es handelt sich hierbei um die Grappas:
- Grappa della Valle d’Aosta / Grappa de la Vallée d’Aoste[8]
- Grappa di Barolo[9]
- Grappa friulana / Grappa del Friuli[10]
- Grappa lombarda / Grappa della Lombardia[11]
- Grappa piemontese / Grappa del Piemonte[12]
- Grappa siciliana / Grappa di Sicilia[13]
- Südtiroler Grappa / Grappa dell’Alto Adige[14]
- Grappa trentina / Grappa del Trentino[15]
- Grappa veneta / Grappa del Veneto[16]

## Sonderfall Schweiz
In der italienischsprachigen Schweiz dürfen, auf der Grundlage eines „Abkommens zwischen der Europäischen Gemeinschaft und der Schweizerischen Eidgenossenschaft über den Handel mit landwirtschaftlichen Erzeugnissen“, in welchem die Schweiz sich verpflichtet, die von der EG festgelegte Begriffsbestimmung für die Bezeichnung „Grappa“ zu beachten, aus dort geernteten Trauben erzeugte Tresterbrände ebenfalls als Grappa bezeichnet und in der EU in den Verkehr gebracht werden.
Entsprechend hat die Schweiz die Anforderungen der EG / EU mit der „Verordnung des Eidgenössischen Departement des Innern (EDI) über Getränke vom 16. Dezember 2016 (Stand 1. Juli 2020)“ übernommen. Artikel 127 regelt die Traubentresterbrände.
In der italienischsprachigen Schweiz erzeugte Destillate können die folgenden geschützten geografischen Herkunftsbezeichnungen führen, soweit sie die Voraussetzungen hierfür erfüllen:
- Grappa del Ticino bzw. Grappa Ticinese für Grappas aus dem gesamten Kanton Tessin[19]
- Grappa della Val Bregaglia aus dem Bergell im Kanton Graubünden[20]
- Grappa della Val Calanca aus dem Calancatal im Kanton Graubünden[21]
- Grappa della Val Mesolcina aus dem Misox im Kanton Graubünden[22]
- Grappa della Valle di Poschiavo aus dem Puschlav im Kanton Graubünden[23]

## Geschichte
Um das 11. Jahrhundert, mit Beginn der Kreuzzüge, brachten Gelehrte die Destillationstechnik nach Italien (siehe Rakija), wo sie sich insbesondere durch das Zutun von Jesuiten (Ordensgründung 1540) verbreitete. Aus derselben Zeit stammen auch erste Dokumente, in denen die Destillation von Wein beschrieben ist. Grappa wird im Jahre 1451 erstmals namentlich erwähnt: Ein piemontesischer Notar übertrug seinen Nachfahren u. a. einen Keller mit einer Destillationsanlage und größeren Mengen an aquavit bzw. grape.
Nach der Herausbildung eines italienischen Nationalbewusstseins avancierte Grappa zu einem Nationalgetränk des neuen Staates. Italienische Soldaten des Ersten Weltkrieges bekamen täglich Grappa-Rationen mit der Absicht, die Schrecken des Krieges zu mildern. Ihren Ruf als Getränk armer Bauern verlor die Spirituose jedoch erst, als sie nach technischer Optimierung des Destillationsprozesses in der Mitte des 20. Jahrhunderts die Aufmerksamkeit und Anerkennung von Gourmets erntete und sich auf der gesamten Welt verbreitete.